# Elias Kristoffersen Hagen
Elias Kristoffersen Hagen (Oslo, 20 gennaio 2000) è un calciatore norvegese, centrocampista del Vålerenga.

## Carriera

### Club
Écresciuto nelle giovanili del Lillestrøm. Nel 2018 è stato ingaggiato dal Grorud, per cui ha esordito in 2. divisjon in data 15 aprile: è stato schierato titolare nella vittoria per 1-2 maturata sul campo dell'Hønefoss, partita in cui ha realizzato entrambe le marcature in favore della sua squadra. Nel campionato 2019 ha contribuito alla promozione in 1. divisjon del Grorud.
L'11 giugno 2020, il Bodø/Glimt ha comunicato di aver ingaggiato Kristoffersen Hagen, che si sarebbe unito al resto della squadra a partire dal 31 agosto successivo: il centrocampista ha firmato un contratto valido fino al 31 dicembre 2023.
Il 3 luglio 2020 ha disputato così la prima partita in 1. divisjon, per il Grorud, in occasione della sconfitta subita in casa contro la sua ex squadra del Lillestrøm col punteggio di 0-1.
Aggregatosi al resto dei compagni al Bodø/Glimt come previsto, il 13 settembre 2020 ha debuttato in Eliteserien, subentrando a Victor Boniface nel 6-1 inflitto all'Odd. In quella stessa stagione, la squadra si è aggiudicata la vittoria finale in campionato.
Il 14 luglio 2021, Kristoffersen Hagen ha giocato la prima partita nelle competizioni europee per club: ha sostituito Sondre Fet nella sconfitta per 2-0 subita sul campo del Legia Varsavia, nei turni preliminari dell'edizione stagionale della Champions League. In virtù dell'eliminazione subita dal Bodø/Glimt nel doppio confronto con la compagine polacca, la squadra ha partecipato alla Conference League, manifestazione in cui in data 29 luglio Hagen ha trovato la prima marcatura, nel 3-0 sul Valur.
Il 4 gennaio 2023 è stato annunciato il passaggio di Kristoffersen Hagen all'IFK Göteborg, per cui ha firmato un contratto quadriennale.
Il 31 luglio 2023 è stato annunciato il suo ritorno in Norvegia, nelle file del Vålerenga: il trasferimento sarebbe stato ratificato il giorno seguente, alla riapertura del calciomercato locale, col giocatore che ha firmato un accordo valido fino al 31 dicembre 2027.

### Nazionale
Ha giocato nelle nazionali giovanili norvegesi Under-18, Under-19 ed Under-21.

## Statistiche

### Presenze e reti nei club
Statistiche aggiornate al 1º agosto 2023.
| Stagione          | Club              | Campionato        | Campionato | Campionato | Coppe nazionali | Coppe nazionali | Coppe nazionali | Coppe continentali | Coppe continentali | Coppe continentali | Supercoppe | Supercoppe | Supercoppe | Totale | Totale |
| Stagione          | Club              | Comp              | Pres       | Reti       | Comp            | Pres            | Reti            | Comp               | Pres               | Reti               | Comp       | Pres       | Reti       | Pres   | Reti   |
| ----------------- | ----------------- | ----------------- | ---------- | ---------- | --------------- | --------------- | --------------- | ------------------ | ------------------ | ------------------ | ---------- | ---------- | ---------- | ------ | ------ |
| 2018              | Grorud            | 2D                | 24         | 6          | CN              | 2               | 0               | -                  | -                  | -                  | -          | -          | -          | 26     | 6      |
| 2019              | Grorud            | 2D                | 21         | 2          | CN              | 2               | 1               | -                  | -                  | -                  | -          | -          | -          | 23     | 3      |
| gen.-ago. 2020    | Grorud            | 1D                | 12         | 0          | -               | -               | -               | -                  | -                  | -                  | -          | -          | -          | 12     | 0      |
| Totale Grorud     | Totale Grorud     | Totale Grorud     | 57         | 8          |                 | 4               | 1               |                    | -                  | -                  |            | -          | -          | 61     | 9      |
| ago.-dic. 2020    | Bodø/Glimt        | ES                | 8          | 0          | -               | -               | -               | -                  | -                  | -                  | -          | -          | -          | 8      | 0      |
| 2021              | Bodø/Glimt        | ES                | 17         | 0          | CN              | 6               | 2               | UCL+UECL           | 1+7                | 0+1                | -          | -          | -          | 31     | 3      |
| 2022              | Bodø/Glimt        | ES                | 22         | 0          | CN              | 2               | 2               | UCL+UEL            | 8+1                | 0                  | -          | -          | -          | 33     | 2      |
| Totale Bodø/Glimt | Totale Bodø/Glimt | Totale Bodø/Glimt | 47         | 0          |                 | 8               | 4               |                    | 17                 | 1                  |            | -          | -          | 72     | 5      |
| gen.-lug. 2023    | IFK Göteborg      | A                 | 0          | 0          | CS              | 0               | 0               | -                  | -                  | -                  | -          | -          | -          | 0      | 0      |
| ago.-dic. 2023    | Vålerenga         | ES                | 0          | 0          | CN              | 0               | 0               | -                  | -                  | -                  | -          | -          | -          | 0      | 0      |
| Totale            | Totale            | Totale            | 104        | 8          |                 | 12              | 5               |                    | 17                 | 1                  |            | -          | -          | 133    | 14     |

## Palmarès

### Club

#### Competizioni nazionali
- Campionato norvegese: 1

Bodø/Glimt: 2021
- 1. divisjon: 1

Vålerenga: 2024